# B1 Centauro
El B1 Centauro és un caçatancs sobre rodes d'origen italià. Dissenyat per tenir una gran mobilitat i potència de foc s'usa en missions de reconeixement, suport blindat i vigilància fronterera. El vehicle és produït per Fiat Group, responsable del cos del vehicle i de la propulsió, juntament amb Otobreda, responsable de la torreta i dels sistemes d'armes.
En total, i comptant les variants del vehicle, s'han fabricat 750 B1 Centauro, que l'any 2012 estaven operatius als exèrcits d'Itàlia, Espanya i Oman.

## Història
A la dècada de 1980, l'Exèrcit italià volia disposar d'un vehicle caçatancs amb alta mobilitat per tasques de reconeixement, suport a altres unitats i per vigilància fronterera.
Per aconseguir tenir una gran mobilitat es va dissenyar el B1 Centauro sobre rodes, i per equiparar-lo a la potència de foc dels tancs de l'època, se'l va dotar d'un canó amb una potència igual que el canó del Leopard 1, que ja estava en servei.
El Fiat Group, juntament amb Otobreda, van ser les empreses encarregades de dissenyar el vehicle capaç de complir amb els requeriments de l'Exèrcit italià. El primer prototip va ser entregat el 1986 i després de ser provat se'n va començar la producció el 1990 i el 1991 ja entrava en servei. L'any 1996 se'n va acabar la producció per l'Exèrcit italià havent-ne fet 400 unitats.

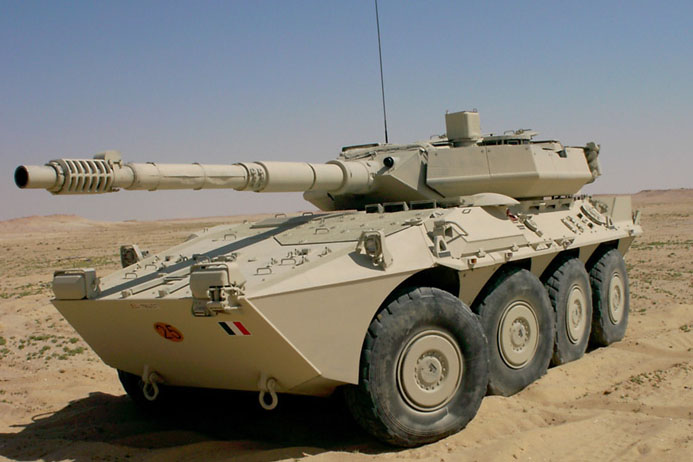
Fotografia d'un B1 Centauro l'any 2006 a una zona desèrtica de l'Iraq. A la imatge es pot veure el fre de boca, que redueix el retrocés del canó de 105mm.

Posteriorment se'n van dissenyar múltiples variants. La modificació més important és la que reconverteix el B1 Centauro a vehicle de combat d'infanteria capaç de transportar fins a 7 soldats més la tripulació, aquesta variant s'anomena Freccia i és àmpliament usada per l'Exèrcit italià actualment.
L'exèrcit espanyol disposa de 84 unitats del B1 Centauro model caçatancs, amb blindatge reactiu addicional al frontal, que va comprar l'any 2000 (22 unitats per un preu de 70.000.000$) i l'any 2002, 62 vehicles més que van comprar per 185.000.000$. Els enviaments es van completar l'any 2006, sent l'exportació més gran de B1 Centauro que s'ha fet.
L'agost de 2008 Oman va encarregar sis B1 Centauro modificats amb un canó més potent de 120mm, que van ser entregats a mitjans del 2009. Posteriorment, Oman, va encarregar tres vehicles més.
Els conflictes on s'han usat vehicles B1 Centauro són bàsicament les missions internacionals on s'han desplegat tropes italianes. En concret s'han fet servir els B1 Centauro a Bòsnia i Hercegovina, Kosovo, Somàlia, Iraq i al Líban.

## Característiques

### Blindatge i distribució
El Centauro consta d'una barcassa d'acer amb la torreta muntada a sobre i situada al cul del vehicle perquè el canó no sobresurti tant. Consta de 8 rodes, muntades sobre quatre eixos amb suspensió independent, que estan distribuïts a tot el lateral del vehicle. D'aquestes 4 eixos, els dos primers són direccionals.

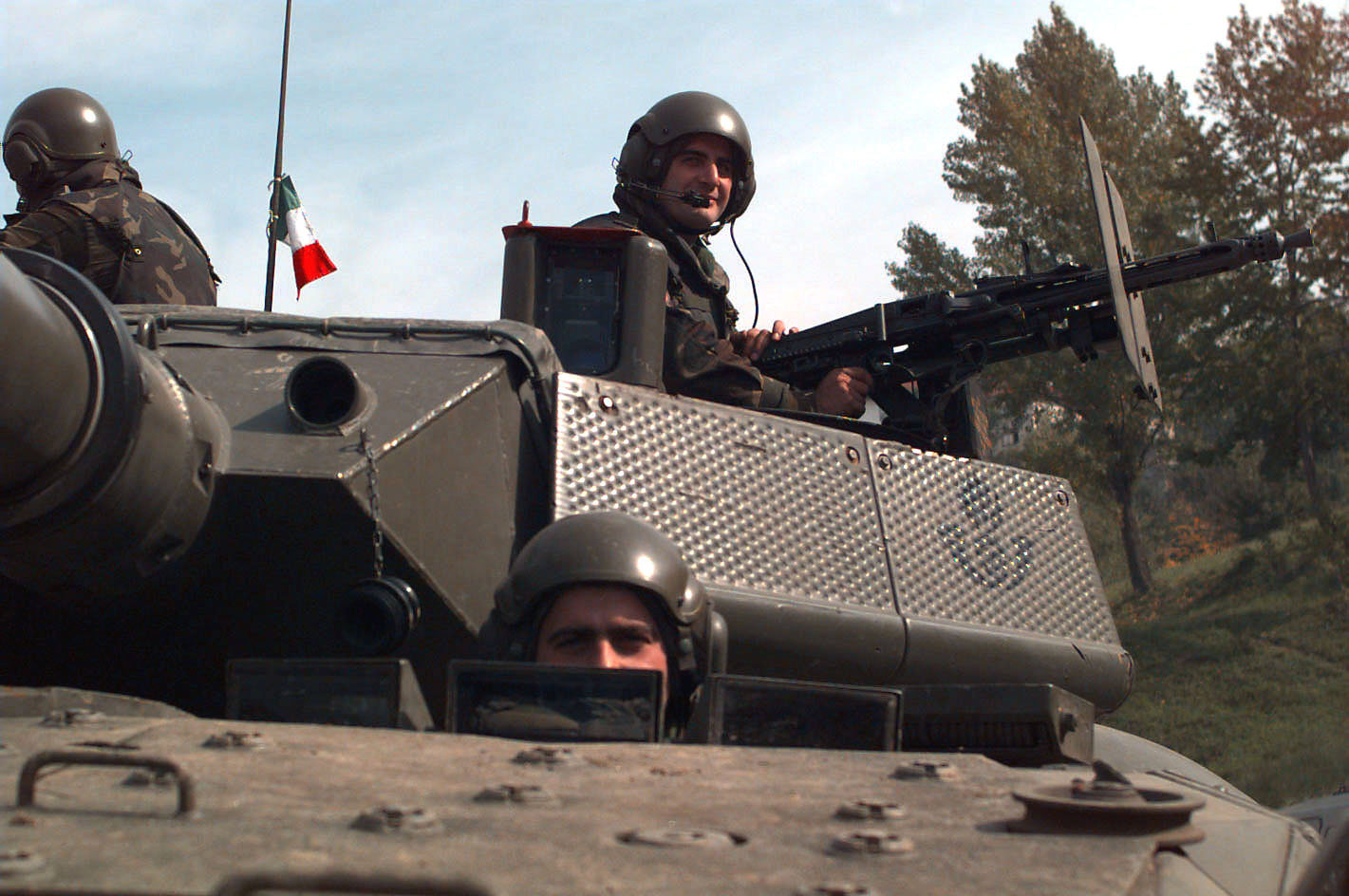
Detall de la tripulació d'un B1 Centauro.

El blindatge de la barcassa està fabricat amb planxes d'acer soldades i pot resistir impactes de projectils de fins a 12,7mm. A la part frontal, a més a més, està reforçat i resisteix impactes de projectils de 20mm. També s'hi poden afegir mòduls de blindatge reactiu, fins a 3 tones, per reforçar encara més la protecció.
El vehicle també disposa d'un sistema de protecció contra armes nuclears, biològiques i químiques (NBQ), integrat al sistema de ventilació del compartiment de combat.

### Armament

#### Armament principal
Com que el B1 Centauro va ser pensat per a competir amb potència de foc amb els tancs principals de la seva època l'armament principal és un canó de 105 mm, comparable amb el d'un Leopard 1.
El canó, d'alta velocitat i d'ànima estriada, està equipat amb un sistema d'estabilització i és desenvolupat per la companyia OTO Melara. És compatible amb les municions estàndard de 105mm de l'OTAN.
El seu rang efectiu és de 3000 m i pot plantar cara a tancs i altres vehicles blindats de combat.
A més a més el canó va equipat amb un fre de boca molt eficient (fàcilment recognoscible) que redueix la força de retrocés en un 40%. Aquest fre de boca permet que el canó es pugui muntar a vehicles sobre rodes.
El B1 Centauro porta 40 projectils. 14 projectils estan dins de la mateixa torreta a mà del carregador i la resta estan emmagatzemats al casc del vehicle.

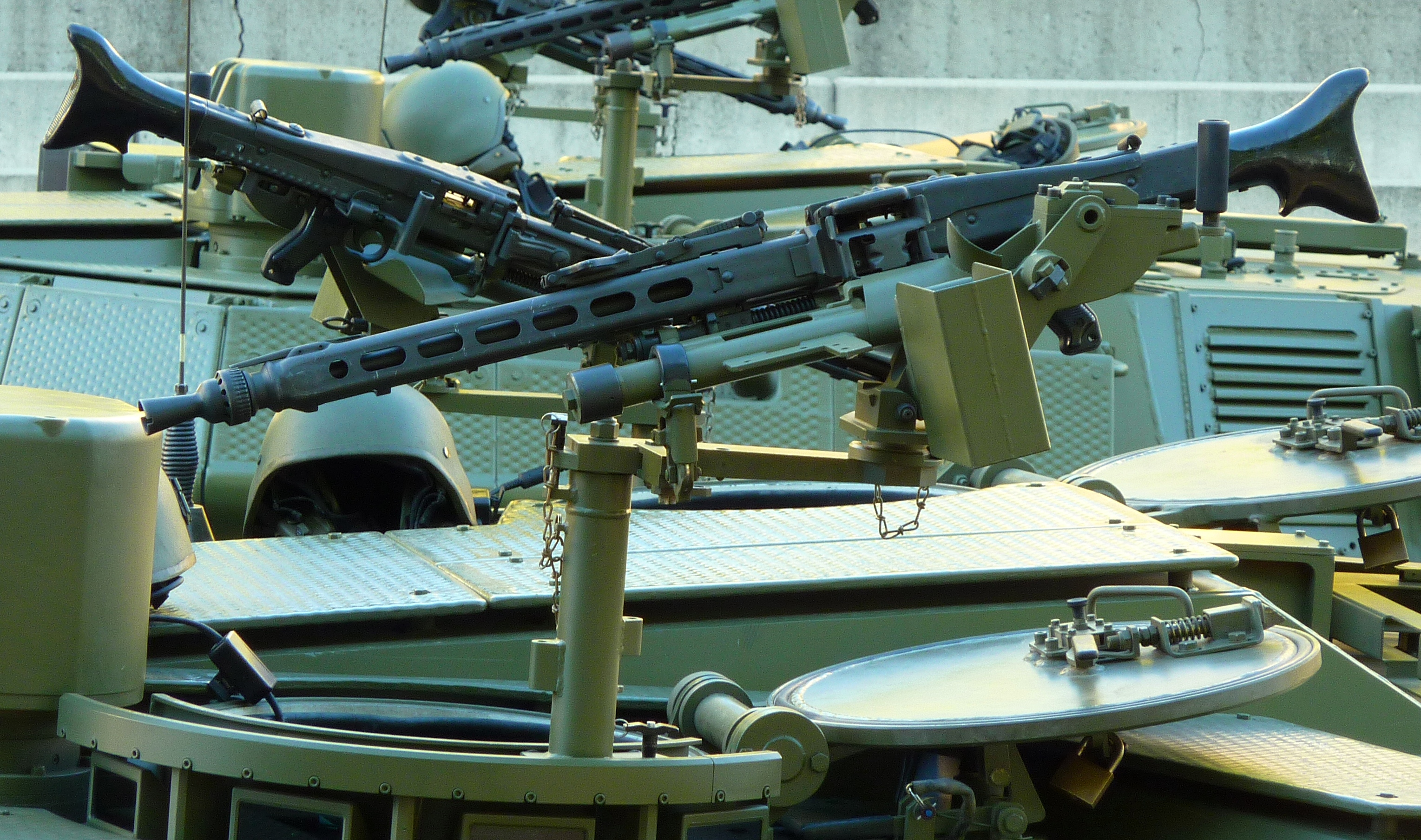
Detall de les metralladores MG3 d'un B1 Centauro espanyol.

El sistema de control de foc del B1 Centauro és semblant al que porta el tanc C1 Ariete. Això significa que pot disparar a un objectiu 25-35 segons després de localitzar-lo.

#### Armament secundari
L'armament secundari del B1 Centauro consisteix en un parell de metralladores de 7,62mm. Una d'aquestes metralladores és coaxial al canó principal, i està col·locada al costat dret del canó, i l'altra va muntada a dalt de la torreta i pot oferir una lleugera protecció antiaèria. A més a més s'hi pot afegir una altra metralladora, de tal manera que a dalt de la torreta hi hagi 2 metralladores. Per a les metralladores el blindat, normalment, transporta un total de 4000 cartutxos de 7,62mm.
A part de les metralladores el B1 Centauro també disposa de 8 llançadors de granades de fum opcionals situats a la part frontal de la torreta, 4 a cada banda.

### Sistema motor
El sistema motor és un motor turbodièsel Iveco de 6 cilindres en V, refrigerat per aire, capaç de desenvolupar fins a 512CV de potència. El motor està acoblat a una transmissió automàtica ZF que proporciona cinc velocitats cap endavant i dues cap enrere.
La tracció és 8x8 i disposa d'un sistema centralitzat de control de la pressió dels pneumàtics, que permet saber en tot moment l'estat de les rodes, i un sistema anti-punxades.
L'autonomia del B1 Centauro és de 700 km, si el pes és de 26 tones, amb 520 L de combustible.

### Equip electrònic i òptic
El sistema de direcció de tir és el mateix que fa servir el C1 Ariete, el TURMS de Galileo Avionica, i compta amb un calculador balístic digital per introduir diferents paràmetres abans de disparar.
El tirador disposa d'un visor amb sistema d'estabilització per apuntar, dintre del qual s'integra un telèmetre làser i una càmera tèrmica que permet la localització d'objectius que desprenguin calor de nit o en situacions climàtiques adverses.
El comandant del vehicle també disposa d'un visor panoràmic estabilitzat amb el seu propi intensificador de llum, i també té accés directe a la imatge de la càmera tèrmica de l'artiller.

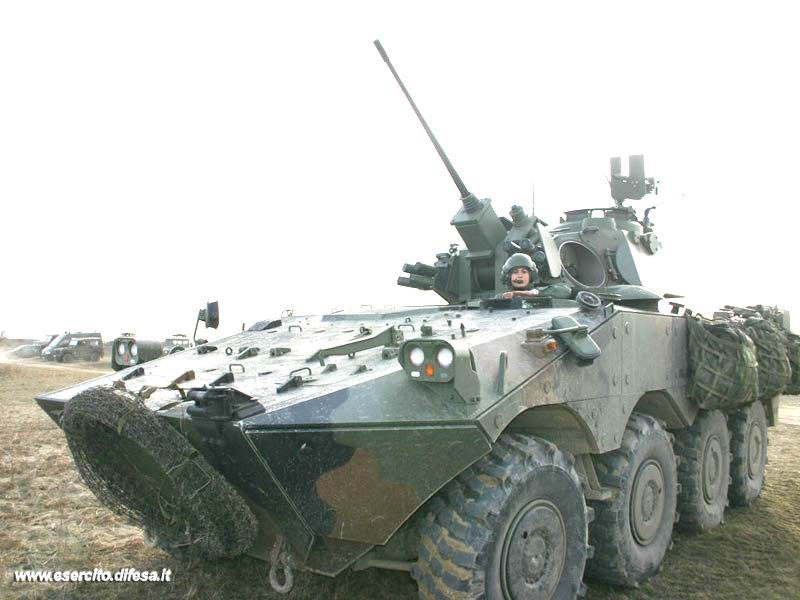
Fotografia d'un Freccia, vehicle de combat d'infanteria basat en el B1 Centauro, on es pot veure el canó automàtic Oerlikon de 25mm. També s'hi pot apreciar un bobinat de filat punxant lligat al davant.

També s'hi pot instal·lar un sistema d'alarma d'aproximació de projectils per làser, que serveix per alertar la tripulació d'un impacte entrant.

## Versions
El B1 Centauro, a més a més de servir com a caçatancs, ha estat modificat per poder-se usar per a diferents tasques. Tot i que hi ha altres prototips de modificacions, els vehicles derivats del B1 Centauro en servei són:
- Transport de tropes Freccia: aquesta variant substitueix la torreta original, amb el canó de 105mm, per una torreta amb un canó automàtic Oerlikon KBA de 25mm i a més a més s'hi ha incrementat el blindatge.[4] Aquesta darrera torreta permet ampliar l'espai intern del vehicle i així pot transportar més soldats, fins a 8 homes totalment equipats.

A partir d'aquesta versió s'han desenvolupat altres versions. Concretament hi ha les versions d'ambulància, vehicle de comandament mòbil, portamorters i antitancs armat amb míssils.
- Vehicle de recuperació: variant desenvolupada pels equips de manteniment, aquesta versió està equipada amb una grua, un torn i altres eines per poder recuperar i arreglar altres vehicles de combat avariats o encallats al camp de batalla.
- Versió amb canó de 120mm: és una variant on s'ha substituït la torreta original per una de nova amb un blindatge reforçat amb un canó de 120mm de baix retrocés.

## Operadors
Exèrcit italià
- 400 B1 Centauro model caçatancs (aproximadament 100 vehicles dels primers lots ja han estat retirats)
- 249 VBM Freccia (172 estàndard, 36 combat antitancs, 20 centre de comandament i 21 amb morter)
- 4 VBM Freccia variant ambulància.

 Exèrcit espanyol
- 84 B1 Centauro model caçatancs

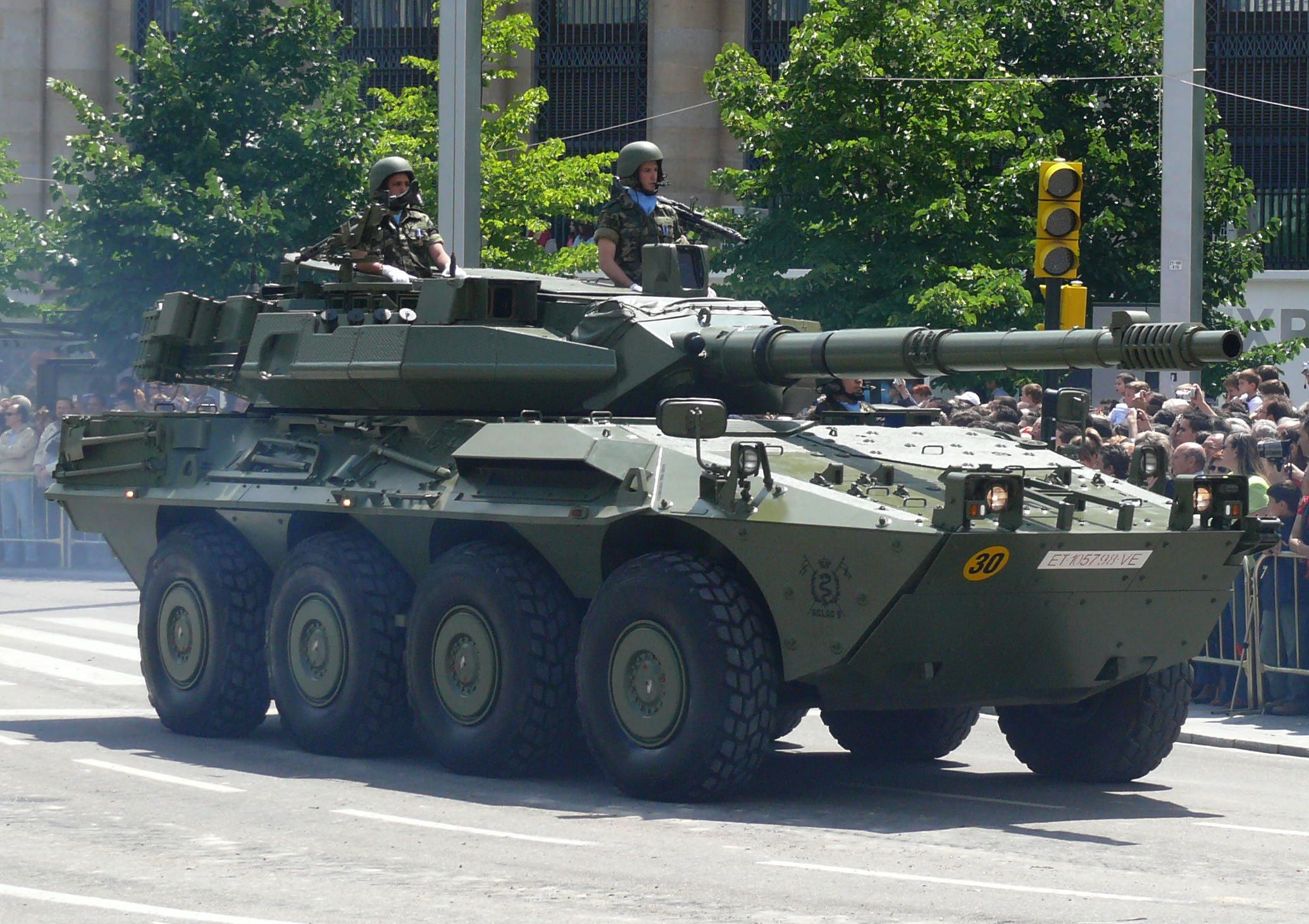
Fotografia d'un B1 Centauro en servei a l'exèrcit espanyol.

- 4 VBM Freccia variant de recuperació de vehicles.

 Reial Exèrcit d'Oman
- 6+3 B1 Centauro model caçatancs equipats amb un canó de 120 mm

 Exèrcit dels Estats Units d'Amèrica
- Llogats 16 B1 Centauro entre l'any 2000 i 2002 per avaluació i per entrenar els operaris del Stryker Mobile Gun.[1]